# John Truscott
John Truscott (Melbourne, 23 de fevereiro de 1936 – 5 de setembro de 1993) é um ator, diretor de arte e figurinista australiano. Venceu o Oscar de melhor direção de arte e Oscar de melhor figurino na edição de 1968 por Camelot, ao lado de Edward Carrere e John W. Brown.